# Игор Дуљај
Игор Дуљај (Топола, 29. октобар 1979) бивши је српски фудбалер a садашњи фудбалски тренер.

## Играчка каријера

### Клупска
Дуљај је у млађе категорије Партизана прешао 1990. године. За први тим је дебитовао у сезони 1997/98. Дебитантски наступ је забележио против Земуна а први гол је постигао против Чукаричког. У дресу Партизана је освојио три шампионске титуле (1999, 2002. и 2003) и два национална Купа (1998. и 2001). Дуљај је са клубом изборио и пласман у Лигу шампиона у сезони 2003/04. Наступио је тада на свих шест утакмица групе Ф у којој су Партизанови противници били Реал Мадрид, Порто и Олимпик Марсељ. За Партизан је наступио на укупно 207 такмичарских утакмица и постигао је пет голова.
Дана 16. фебруара 2004. године, Дуљај је добио понуду од Шахтјора из Доњецка. Председник клуба Ринат Ахметов је послао приватан авион по њега. По слетању у Доњецк одлази на лекарске прегледе и после само осам сати од првог контакта са тимом из Украјине, Дуљај прихвата понуду и потписује верност „наранџасто-црнима” на пет година. У фебруару 2006. године је потписао нови петогодишњи уговор са Шахтјором. Остао је у Шахтјору шест и по година и учествовао је у највећим успесима у клупској историји. Са клубом из Доњецка је четири пута био првак државе (2005, 2006, 2008. и 2010) и два пута освајач националног Купа (2004. и 2008). Поред овога, са Шахтјором је освојио и Куп УЕФА у сезони 2008/09. Због овог успеха, сви фудбалери клуба из Доњецка, међу којима је и српски интернационалац Игор Дуљај, одликовани су "Орденом за храброст трећег реда" од стране тадашњег председника Украјине Виктора Јушченка.
У јулу 2010. је потписао за новог украјинског прволигаша, ФК Севастопољ. У овом клубу је остао до 2014. године када је услед припајања Крима Руској Федерацији, ФК Севастопољ престао да постоји.

### Репрезентативна
За репрезентацију је дебитовао 15. новембра 2000. године у пријатељском мечу са Румунијом (1:2). Био је стандардни члан репрезентације Србије и Црне Горе у квалификацијама за СП 2006. На Светском првенству 2006. у Немачкој био је стартер у сва три меча репрезентације СЦГ.
Након првенства био је стандардан члан репрезентације Србије. На првој, историјској утакмици под именом Србија, 16 августа 2006 године, са новим дресовима, надимком, заставом и химном остварен је тријумф над селекцијом Чешке. По изласку Дејана Станковића из игре, Дуљај је носио капитенску траку своје земље. Последњи пут за Србију наступио је 24. новембра 2007. против Казахстана (1:0) у Београду.
На турнеји репрезентације СР Југославије 2001. у Индији одиграо је још пет утакмица. Наступио је на мечевима против Босне и Херцеговине (1:0), Бангладеша (4:1), Румуније (2:0), Јапана (1:0) и поново у финалу против БИХ (2:0), али ФИФА није признала сусрете са овог турнира као званичне међудржавне. На сусрету против Јапана (1:0) је  био и стрелац победоносног гола.
У новембру 2007. године, Фудбалски савез Србије (ФСС) доделио је Игору Дуљају "Златну лопту" за јубиларних 50 одиграних утакмица  у националном дресу. Ово признање Дуљају је у спортском центру "Ковилово" уручио тадашњи председник ФСС Звездан Терзић.
За репрезентације СР Југославије, Србије и Црне Горе и на крају Србије одиграо је укупно 52 утакмице, од тога 47 званичних сусрета.

## Тренерска каријера
За тренерску профи лиценцу се школовао у Украјини где му је први посао био у Б тиму Шахтјора. Потом је три године био помоћник Паулу Фонсеки у првом тиму клуба из Доњецка.
У Партизан се вратио на позив Сава Милошевића и појачао стручни штаб црно-белих у децембру 2019. године. Када је Милошевић отишао, наредни тренер Александар Станојевић је задржао Дуљаја у стручном штабу и промовисао га у првог помоћника. Након одласка Станојевића и доласка Илије Столице, Дуљај је преузео место главног тренера у Партизановој филијали Телеоптику. Са Телеоптиком је први део сезоне 2022/23. у Српској лиги Београда завршио на четвртом месту. Након оставке Гордана Петрића крајем фебруара 2023, Игор Дуљај је постављен за тренера Партизана. Пет кола пред крај 2023/24. сезоне, смењен је једногласном одлуком донешеном на седници Управног одбора клуба. Уместо Дуљаја, за главног тренера именован је Алберт Нађ, који је као асистент претходно био део стручног штаба. Клуб се захвалио Дуљају на његовом доприносу и пожелео му срећу у будућим подухватима.

## Статистика

### Клупска
| Клуб              | Сезона            | Првенство | Првенство | Куп     | Куп    | Европа  | Европа | Остало  | Остало | Укупно  | Укупно |
| Клуб              | Сезона            | Наступа   | Голова    | Наступа | Голова | Наступа | Голова | Наступа | Голова | Наступа | Голова |
| ----------------- | ----------------- | --------- | --------- | ------- | ------ | ------- | ------ | ------- | ------ | ------- | ------ |
| Партизан          | 1997/98.          | 5         | 1         | 2       | 0      | 0       | 0      | —       | —      | 7       | 1      |
| Партизан          | 1998/99.          | 15        | 0         | 5       | 0      | 2       | 0      | —       | —      | 22      | 0      |
| Партизан          | 1999/00.          | 32        | 1         | 2       | 0      | 7       | 0      | —       | —      | 41      | 1      |
| Партизан          | 2000/01.          | 28        | 1         | 5       | 0      | 4       | 0      | —       | —      | 37      | 1      |
| Партизан          | 2001/02.          | 29        | 1         | 1       | 1      | 4       | 0      | —       | —      | 34      | 2      |
| Партизан          | 2002/03.          | 31        | 0         | 3       | 0      | 7       | 0      | —       | —      | 41      | 0      |
| Партизан          | 2003/04.          | 14        | 0         | 1       | 0      | 10      | 0      | —       | —      | 25      | 0      |
| Партизан          | Укупно            | 154       | 4         | 19      | 1      | 34      | 0      | —       | —      | 207     | 5      |
| Шахтјор Доњецк    | 2003/04.          | 9         | 0         | 2       | 0      | 0       | 0      | —       | —      | 11      | 0      |
| Шахтјор Доњецк    | 2004/05.          | 24        | 2         | 7       | 0      | 13      | 0      | 0       | 0      | 44      | 2      |
| Шахтјор Доњецк    | 2005/06.          | 24        | 0         | 1       | 0      | 10      | 0      | 1       | 0      | 36      | 0      |
| Шахтјор Доњецк    | 2006/07.          | 20        | 1         | 4       | 0      | 7       | 0      | 1       | 0      | 32      | 1      |
| Шахтјор Доњецк    | 2007/08.          | 14        | 1         | 7       | 1      | 6       | 0      | 1       | 0      | 28      | 2      |
| Шахтјор Доњецк    | 2008/09.          | 13        | 1         | 2       | 0      | 10      | 0      | 1       | 0      | 26      | 1      |
| Шахтјор Доњецк    | 2009/10.          | 14        | 0         | 2       | 0      | 2       | 0      | —       | —      | 18      | 0      |
| Шахтјор Доњецк    | Укупно            | 118       | 5         | 25      | 1      | 48      | 0      | 4       | 0      | 195     | 6      |
| Севастопољ        | 2010/11.          | 23        | 0         | 1       | 0      | —       | —      | —       | —      | 24      | 0      |
| Севастопољ        | 2011/12.          | 28        | 2         | 2       | 0      | —       | —      | —       | —      | 30      | 2      |
| Севастопољ        | 2012/13.          | 22        | 1         | 5       | 0      | —       | —      | —       | —      | 27      | 1      |
| Севастопољ        | 2013/14.          | 9         | 0         | 1       | 0      | —       | —      | —       | —      | 10      | 0      |
| Севастопољ        | Укупно            | 82        | 3         | 9       | 0      | —       | —      | —       | —      | 91      | 3      |
| Укупно у каријери | Укупно у каријери | 354       | 12        | 53      | 2      | 82      | 0      | 4       | 0      | 493     | 14     |

### Репрезентативна
| Репрезентација     | Година | Утакмице | Голови |
| ------------------ | ------ | -------- | ------ |
| СР Југославија     | 2000.  | 2        | 0      |
| СР Југославија     | 2001.  | 2        | 0      |
| СР Југославија     | 2002.  | 7        | 0      |
| Србија и Црна Гора | 2003.  | 6        | 0      |
| Србија и Црна Гора | 2004.  | 5        | 0      |
| Србија и Црна Гора | 2005.  | 8        | 0      |
| Србија и Црна Гора | 2006.  | 5        | 0      |
| Србија             | 2006.  | 6        | 0      |
| Србија             | 2007.  | 6        | 0      |
| Укупно             | Укупно | 47       | 0      |

## Трофеји
Партизан
- Првенство СР Југославије: 1998/99, 2001/02, 2002/03.
- Куп СР Југославије: 1997/98, 2000/01.

Шахтјор
- Првенство Украјине: 2004/05, 2005/06, 2007/08, 2009/10.
- Куп Украјине: 2004, 2008.
- Суперкуп Украјине: 2005, 2008.
- Куп УЕФА: 2008/09.